# Leptobrachium leucops
Leptobrachium leucops is een kikker die behoort tot de familie Megophryidae.
Leptobrachium Leucops werd in 2011 aangetroffen in het Nationaal park Bidoup Núi Bà in de Mekong-regio van Vietnam door een groep Amerikaanse, Australische en Vietnamese onderzoekers; Bryan L. Stuart, Jodi Justine Lyon Rowley, Tran Thi Anh Dao, Le Thi Thuy Duong en Hoang Duc Huy. De soort komt in de provincies Lam Dong, Khanh Hoa, Ninh Thuan en Dak Nong Province in Vietnam op een hoogte van ongeveer 1560 tot 1900 meter boven zeeniveau
Leptobrachium leucops is bruin van kleur en heeft gestreepte poten en een geribbelde huid. De pupil is verticaal en het bovenste deel van de oogbol is helder wit van kleur. Hieraan is ook de wetenschappelijke soortaanduiding te danken; het is een samenstelling van de Oudgriekse woorden λευκός, leukos (wit) en ὤψ, ōps (oog). Mannetjes bereiken een lichaamslengte van ongeveer 4 tot 4.5 centimeter.